# Marien rijk Gematigd Zuidelijk Afrika
Het Marien rijk Gematigd Zuidelijk Afrika (Engels: Temperate Southern Africa) is een biogeografisch rijk en ligt in in het zuidoosten van de Atlantische Oceaan en het zuiden en uiterste zuidwesten van de Indische Oceaan voor de zuid- en zuidwestkust van het continent Afrika. Het marien rijk is vastgesteld door het World Wide Fund for Nature en The Nature Conservancy.
Naar het noorden ligt het marien rijk Westelijke Indo-Pacific, in het oosten aan het marien rijk Gematigd Australazië, in het zuiden aan het marien rijk Zuidelijke Oceaan, in het westen aan het marien rijk Gematigd Zuid-Amerika en in het noordwesten aan het marien rijk Tropische Atlantische Oceaan.

## Biogeografie
Het gebied kent zeeleven dat houdt van gematigde temperaturen.

## Mariene ecoregio's
Deze mariene provincie bestaat uit 3 mariene provincies:
- Mariene provincie Benguela (50)
- Mariene provincie Agulhas (51)
- Mariene provincie Amsterdam-Saint-Paul (52)